# Giv mig, o Gud, ett hjärta rent
Giv mig, o Gud, ett hjärta rent eller O, vore blott mitt hjärta fritt från syndens makt är en psalm med text av Charles Wesley som publicerades första gången 1742 i ”Hymns and Sacred Poems”. Psalmen sjungs till samma melodi från 1919 av Carl Nielsen som används till Jag vet en väg till salighet. 1982 textbearbetades eller översattes sången till svenska av Arne Widegård, vars text är upphovsrättsligt skyddad.
Enligt Frälsningsarméns musikbok 1978 fanns det redan en översättning till svenska 1891 och då sjöngs psalmen till en annan melodi av okänt ursprung.

## Publicerad i
- Frälsningsarméns sångbok 1968 som nr 214 under rubriken "Helgelse" (med begynnelseraden "O, vore blott mitt hjärta fritt från syndens makt").
- Psalmer och Sånger 1987 som nr 675 under rubriken "Att leva av tro - Efterföljd - helgelse".[1]
- Frälsningsarméns sångbok 1990 som nr 400 under rubriken "Helgelse".